# Yannic Seidenberg
Yannic Seidenberg (* 11. Januar 1984 in Villingen-Schwenningen) ist ein deutscher Eishockeyspieler, der zuletzt bis zum Ende der Saison 2024/25 bei den Kassel Huskies aus der DEL2 unter Vertrag gestanden und dort auf der Position des Verteidigers gespielt hat. Zuvor war Seidenberg bereits für die Adler Mannheim, Kölner Haie, den ERC Ingolstadt und EHC Red Bull München in der Deutschen Eishockey Liga (DEL) aktiv. Sein älterer Bruder Dennis war ebenfalls professioneller Eishockeyspieler.

## Karriere

### Anfänge
Yannic Seidenberg begann beim Schwenninger ERC mit dem Eishockey. Im Sommer 2000 wechselte der Flügelstürmer zu den Adler Mannheim, von denen er zunächst in der Deutschen Nachwuchsliga (DNL) eingesetzt wurde und bereits in der Saison 2001/02 den Großteil des Jahres in der Deutschen Eishockey Liga (DEL) im Profiteam der Mannheimer verbrachte. Dort erreichte Seidenberg mit der Mannschaft das Playoff-Finale, welches aber gegen die Kölner Haie verloren ging. Im folgenden Jahr schied der Angreifer mit den Adlern im Halbfinale, erneut gegen den KEC, aus. Zu Beginn der Spielzeit 2003/04 wechselte der Linksschütze in die kanadische Juniorenliga Western Hockey League (WHL) zu den Medicine Hat Tigers, die ihn beim CHL Import Draft des Jahres in der ersten Runde als insgesamt 29. Spieler ausgewählt hatten. Bei den Tigers entwickelte der Deutsche sich zu einem der besten Spieler des Teams entwickelte und erzielte in nahezu jedem Spiel einen Scorerpunkt. Am Ende der Spielzeit gewann Seidenberg mit den Tigers die Playoffs und damit den President’s Cup.

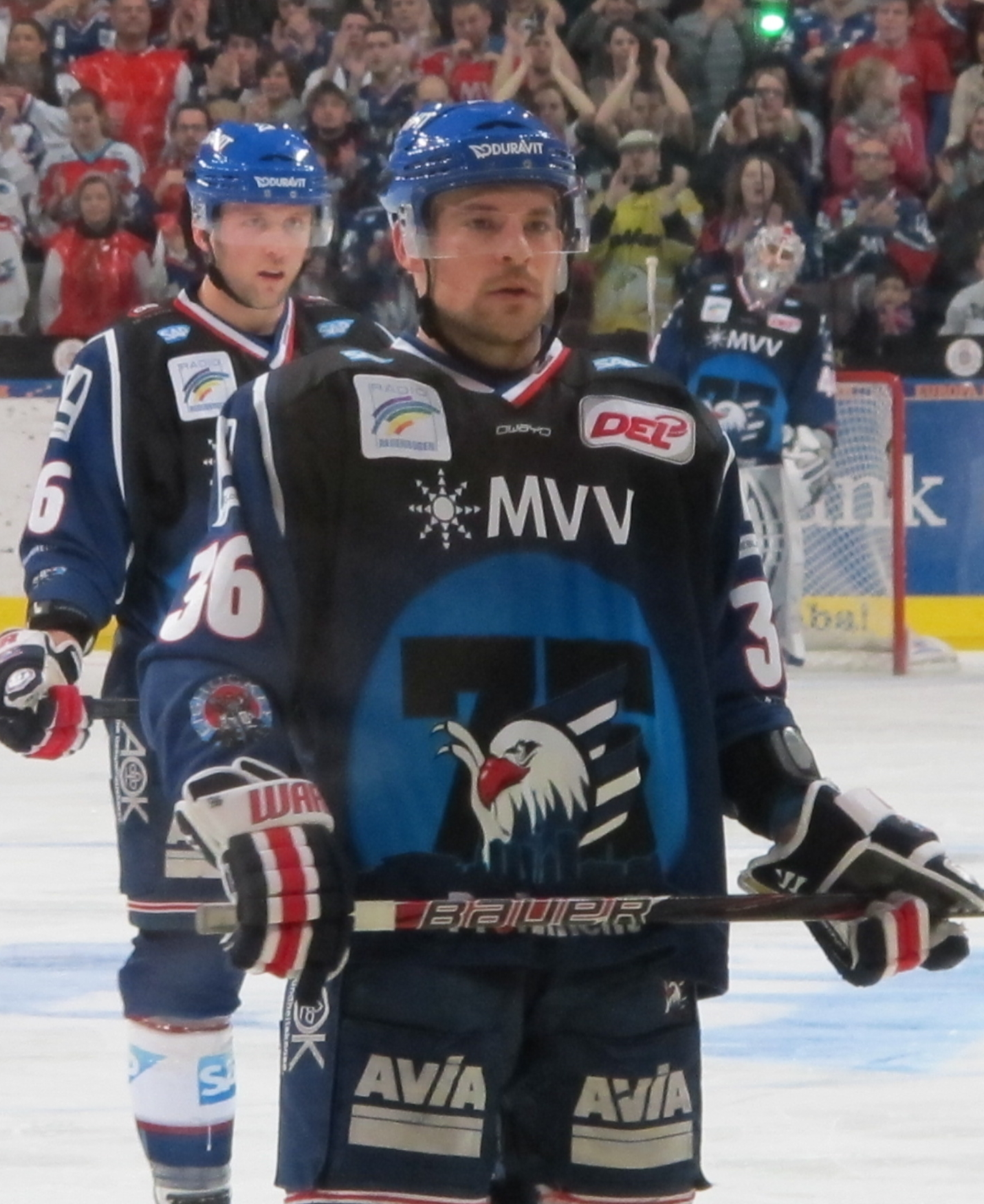
Seidenberg im Trikot der Adler Mannheim (2013)

### Durchbruch in der DEL sowie drei Meisterschaften
Zur Saison 2004/05 kehrte der Angreifer nach Deutschland zurück und schloss sich den Kölner Haien an. Jedoch konnte Seidenberg seine vorherigen Leistungen nicht bestätigen und unterschrieb nach nur einem Jahr einen Vertrag beim Ligakonkurrenten ERC Ingolstadt. Nachdem er bei den Kölner Haien keinen einzigen Treffer erzielen konnte, war der Stürmer in seiner ersten Saison in Ingolstadt einer der besten deutschen Spieler. Seit der Saison 2009/10 war er wieder bei den Adler Mannheim, mit denen er im Jahr 2012 Vizemeister wurde. 
Im April 2013 ging er zum EHC Red Bull München, mit dem er 2016 seinen ersten Deutschen Meistertitel errang. 2017 und 2018 konnte er diesen Erfolg mit den Münchnern in den Playoffs wiederholen, nachdem die Roten Bullen die Hauptrunde jeweils als Tabellenerster abgeschlossen hatten. In der Saison 2018/19 wurde er mit seinem Team Zweiter nach der DEL-Hauptrunde und erreichte das Finale der Champions Hockey League, das jedoch gegen den Frölunda HC verloren ging. Zudem verlor der EHC die Playoff-Finalserie gegen die Adler Mannheim mit 1:4 Siegen. Die Hauptrunde der Saison 2020/21 beendete Seidenberg als viertbester Scorer unter den Verteidigern (27 Punkte) und wies mit +25 die beste Plus/Minus-Bilanz aller DEL-Spieler auf. In den anschließenden Playoffs konnte er mit seinem Team nicht an frühere Erfolge anknüpfen und schied im Viertelfinale aus.

### Dopingvergehen, Sperre und Rückkehr in den Spielbetrieb
Kurz vor dem Beginn der Spielzeit 2022/23 wurde der Abwehrspieler, der zum Ende der vorangegangenen Saison mit den Münchenern Vizemeister geworden war, aufgrund eines abnormalen Testergebnisses im Rahmen einer routinemäßigen Dopingkontrolle vorläufig suspendiert. Im November 2023 wurde er schließlich für vier Jahre – rückwirkend ab September 2022 – gesperrt. Seidenberg akzeptierte die Sperre und den ausgestellten Strafbefehl gegen ihn, der ihm die vorsätzliche unerlaubte Anwendung von drei unterschiedlichen Dopingmitteln zum Muskelaufbau vorwarf, erst im September 2024. Einen Monat später legten die WADA, NADA und der Spieler den Streit mit einer Vereinbarung offiziell bei. Zusätzlich verkürzte sich die bis September 2026 geltende Sperre auf Mitte März 2025.
Ab Mitte Januar 2025 stieg Seidenberg ins Training bei den Kassel Huskies aus der DEL2 ein, die ihn im Februar mit einem Vertrag bis zum Ende der Saison 2024/25 ausstatteten. Im Verlauf der Playoffs feierte der Verteidiger dort sein Comeback nach fast dreijähriger Pause.

### International

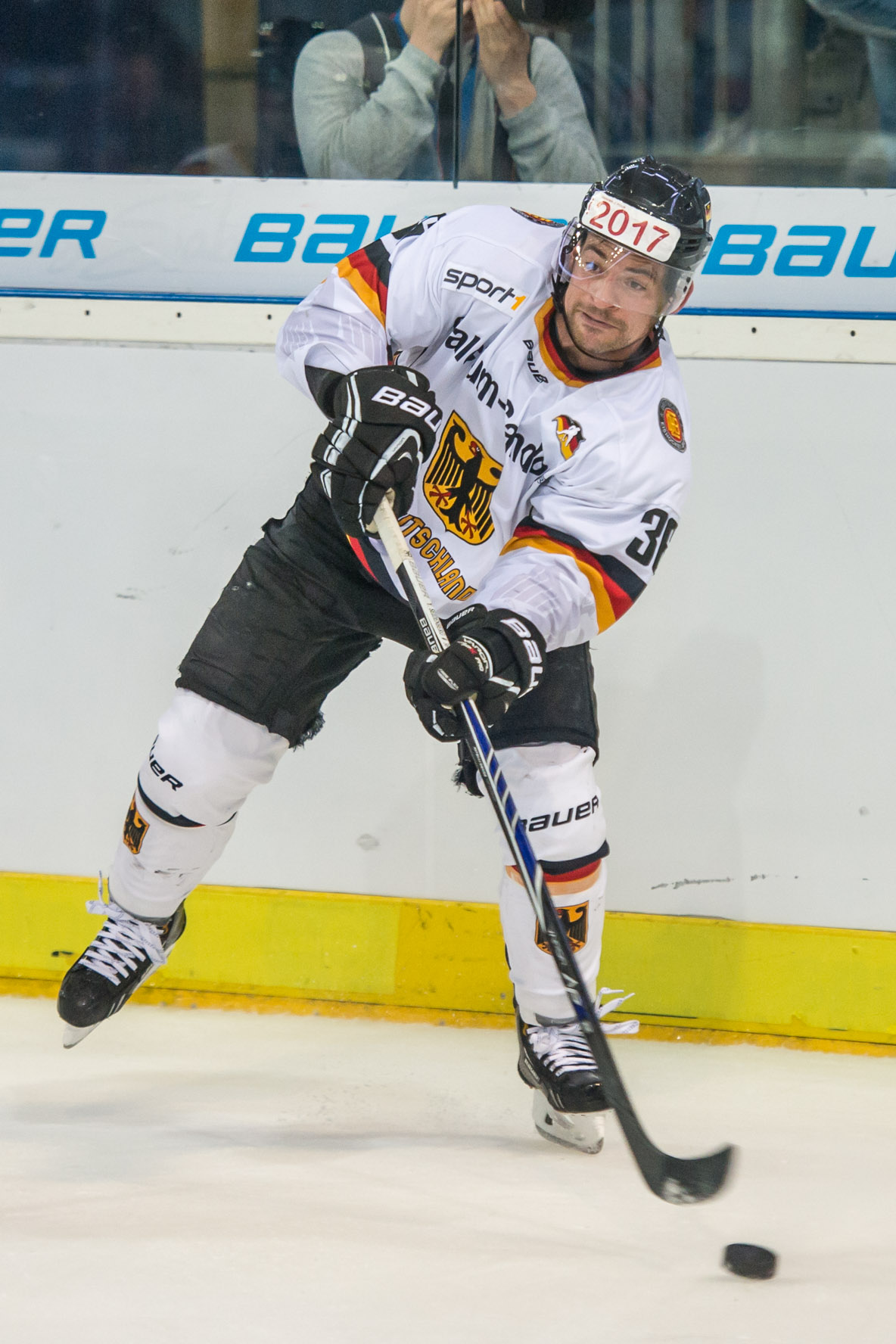
Seidenberg als Spieler der deutschen Nationalmannschaft (2014)

Seidenberg debütierte bei der U18-Junioren-Weltmeisterschaft 2001 für eine Auswahl des Deutschen Eishockey-Bundes. Es folgte die Teilnahme an der U18-Junioren-Weltmeisterschaft 2002 sowie an den U20-Junioren-Weltmeisterschaften 2003 und 2004.
Im Jahr 2006 kam der Angreifer bei der Weltmeisterschaft der Division I im französischen Amiens erstmals für die A-Nationalmannschaft bei einem großen Turnier zum Einsatz. Auch bei der Weltmeisterschaft 2007 in Moskau gehörte Seidenberg zum Kader der deutschen Auswahl, verletzte sich allerdings schon im ersten Spiel gegen Kanada nach einem Check schwer und musste wegen einer Gehirnerschütterung die WM vorzeitig beenden. Bei der Weltmeisterschaft 2008 war der Stürmer erneut im Kader der Nationalmannschaft. Im letzten und bedeutungslosen Spiel gegen Lettland riss er sich das Kreuzband und musste einige Monate pausieren. Für die Welttitelkämpfe 2009 wurde er von Bundestrainer Uwe Krupp erneut in den Kader berufen. Auch 2013, 2014, 2015, 2016, 2017 und 2018 nahm er an der Weltmeisterschaft teil.
Zudem vertrat er seine Farben erfolgreich bei den Qualifikationsturnieren für die Olympischen Winterspiele 2010 und 2018, als der deutschen Mannschaft jeweils die Olympiaqualifikation gelang. Während Seidenberg bei den Olympischen Winterspielen 2010 in Vancouver nicht zum deutschen Aufgebot gehörte, nahm er bei den Olympischen Winterspielen 2018 in Pyeongchang schließlich an seinen ersten Olympischen Winterspielen teil und gewann mit der Mannschaft die Silbermedaille, wofür er am 7. Juni 2018 vom Bundespräsidenten mit dem Silbernen Lorbeerblatt ausgezeichnet wurde. Im April 2022 wurde bekannt gegeben, dass Seidenberg nach 173 Spielen und insgesamt zehn Teilnahmen bei Weltmeisterschaften nicht mehr für die Nationalmannschaft auflaufen wird.

## Rekorde
Am 18. Februar 2020 absolvierte Seidenberg seine 1.000 Partie in der Deutschen Eishockey Liga (DEL), was zuvor nur Mirko Lüdemann, Daniel Kreutzer, Nikolaus Mondt, Patrick Köppchen und Sebastian Furchner gelungen war. Seidenberg ist mit 518 Scorerpunkten hinter Mirko Lüdemann (538) der zweiterfolgreichste Verteidiger der DEL-Geschichte und mit 180 Toren der erfolgreichste Torschütze unter den Verteidigern (Stand 18. März 2022).

## Erfolge und Auszeichnungen
| - 2002 Deutscher Vizemeister mit den Adler Mannheim - 2004 President’s-Cup-Gewinn mit den Medicine Hat Tigers - 2006 Teilnahme am DEL All-Star Game - 2007 Teilnahme am DEL All-Star Game - 2009 Teilnahme am DEL All-Star Game - 2012 Deutscher Vizemeister mit den Adler Mannheim | - 2016 Deutscher Meister mit dem EHC Red Bull München - 2017 Deutscher Meister mit dem EHC Red Bull München - 2018 Deutscher Meister mit dem EHC Red Bull München - 2018 DEL-Verteidiger des Jahres - 2019 Deutscher Vizemeister mit dem EHC Red Bull München - 2022 Deutscher Vizemeister mit dem EHC Red Bull München |

### International
- 2004 Aufstieg in die Top-Division bei der U20-Junioren-Weltmeisterschaft der Division I
- 2006 Aufstieg in die Top-Division bei der Weltmeisterschaft der Division I
- 2018 Silbermedaille bei den Olympischen Winterspielen

## Karrierestatistik
Stand: Ende der Saison 2024/25

### International
Vertrat Deutschland bei:
| - U18-Junioren-Weltmeisterschaft 2001 - U18-Junioren-Weltmeisterschaft 2002 - U20-Junioren-Weltmeisterschaft 2003 - U20-Junioren-Weltmeisterschaft der Division I 2004 - Weltmeisterschaft der Division I 2006 - Weltmeisterschaft 2007 - Weltmeisterschaft 2008 - Qualifikationsturnier für die Olympischen Winterspiele 2010 - Weltmeisterschaft 2009 | - Weltmeisterschaft 2013 - Weltmeisterschaft 2014 - Weltmeisterschaft 2015 - Weltmeisterschaft 2016 - Qualifikationsturnier für die Olympischen Winterspiele 2018 - Weltmeisterschaft 2017 - Olympischen Winterspielen 2018 - Weltmeisterschaft 2018 - Weltmeisterschaft 2019 |

(Legende zur Spielerstatistik: Sp oder GP = absolvierte Spiele; T oder G = erzielte Tore; V oder A = erzielte Assists; Pkt oder Pts = erzielte Scorerpunkte; SM oder PIM = erhaltene Strafminuten; +/− = Plus/Minus-Bilanz; PP = erzielte Überzahltore; SH = erzielte Unterzahltore; GW = erzielte Siegtore; 1 Play-downs/Relegation; Kursiv: Statistik nicht vollständig)